# Elecciones generales de Uganda de 1996
Elecciones presidenciales y legislativas se llevaron a cabo en Uganda el 9 de mayo y 27 de junio de 1996 respectivamente. Fueron las primeras elecciones directas para la presidencia de la república. En ese entonces, el régimen político era una teórica democracia sin partidos conocida como "Sistema del Movimiento", creado por el político ugandés Yoweri Museveni y el Movimiento de Resistencia Nacional. Museveni fue elegido presidente para su primer mandato constitucional con más del 74% de los votos, de una participación del 72.9% aunque la elección fue considerada fraudulenta por la oposición. Los candidatos del gobierno obtuvieron 156 de los 276 escaños de la Asamblea Nacional, con una participación del 60.7%.

## Resultados

### Presidente
| Candidato                          | Votos     | %    |
| ---------------------------------- | --------- | ---- |
| Yoweri Museveni                    | 4.428.119 | 74.2 |
| Paul Ssemogerere                   | 1.416.139 | 23.7 |
| Kibirige Mayanja                   | 123.290   | 2.1  |
| Votos en blanco/anulados           | 196.130   | –    |
| Total                              | 6.163.678 | 100  |
| Votantes registrados/participación | 8.492.154 | 72.3 |
| Fuente: Nohlen et al.              |           |      |

### Asamblea Nacional
| Partidos                           | Votos     | %    | Escaños |
| ---------------------------------- | --------- | ---- | ------- |
| Votos válidos                      | 4.665.185 | 100  | 276     |
| Votos anulados                     | 87.385    | –    | –       |
| Total                              | 4.752.570 | 100  | 276     |
| Votantes registrados/participación | 8.492.154 | 60.7 | –       |
| Fuente: Nohlen et al.              |           |      |         |

## Resultado presidencial por región
| Región  | Mayanja | Mayanja | Ssemogerere | Ssemogerere | Museveni  | Museveni | Votantes  |
| Región  | Votos   | %       | Votos       | %           | Votos     | %        | Votantes  |
| ------- | ------- | ------- | ----------- | ----------- | --------- | -------- | --------- |
| Central | 50.436  | 3.15    | 331.641     | 20.69       | 1.221.165 | 76.17    | 1.603.242 |
| Este    | 35.240  | 2.43    | 318.278     | 21.96       | 1.095.704 | 75.61    | 1.449.222 |
| Norte   | 22.078  | 2.12    | 730.324     | 70.10       | 289.476   | 27.78    | 1.041.878 |
| Oeste   | 15.537  | 0.82    | 35.897      | 1.89        | 1.851.850 | 97.30    | 1.903.284 |